# 2017年亞洲冬季運動會中華台北代表團
2017年亞洲冬季運動會中華台北代表團是中華民國（台灣）以“中華台北”名義，參與在日本札幌及帶廣舉行的2017年亞洲冬季運動會。

## 參賽選手
高山滑雪
男子：何秉睿、吳孟澤
女子：黃沛蓁
冬季兩項
王耀毅
冰壺
沈仁荻、徐偉明、劉柏闓、林挺立、顧璞
冰球
黃仁宏、張哲維、張凱翔、張維庭、張醒漢、趙昱通、陳瑞堂、邱弈為、黃聖鈞、廖昱誠、林子傑、林宏儒、沈延縉、沈延霖、湯以丞、丁邦耕、翁鐸、楊孝灝、楊長興、楊長霖
短道競速滑冰
男子組：林峻頡、林憲佑、蘇駿朋、蔡嘉瑋
女子組：林郁慈、呂家彤、王冠茗、楊子嫻
競速滑冰
宋青陽
花式滑冰
曹志禕、李孟儒、林仁語